# Сіньї-Авене
Сіньї-Авене (фр. Signy-Avenex) — громада  в Швейцарії в кантоні Во, округ Ньйон.

## Географія
Громада розташована на відстані близько 115 км на південний захід від Берна, 37 км на південний захід від Лозанни.
Сіньї-Авене має площу 1,9 км², з яких на 21,8% дозволяється будівництво (житлове та будівництво доріг), 75,6% використовуються в сільськогосподарських цілях, 2,6% зайнято лісами, 0% не є продуктивними (річки, льодовики або гори).

## Демографія
2019 року в громаді мешкало 594 особи (+34,4% порівняно з 2010 роком), іноземців було 29,6%. Густота населення становила 306 осіб/км².
За віковим діапазоном населення розподілялося таким чином: 26,6% — особи молодші 20 років, 56,7% — особи у віці 20—64 років, 16,7% — особи у віці 65 років та старші. Було 224 помешкань (у середньому 2,6 особи в помешканні).
Із загальної кількості 638 працюючих 31 був зайнятий в первинному секторі, 12 — в обробній промисловості, 595 — в галузі послуг.